# Зејтун
Зејтун (малт. Żejtun, званично Città Beland) је један од 11 званичних градова на Малти. Зејтун је истовремено и једна од 68 општина у држави.

## Природни услови
Град Зејтун се сместио близу источне обале острва Малта и удаљен је од главног града Валете 9 километара југоисточно.
Насеље се развило на платоу изнад источне обале. Подручје града је површине од 7,4 км², са покренутим тереном (35-60 м надморске висине).

## Историја
Подручје Зејтуна било је насељено још у време праисторије и било је активно у старом и средњем веку, али није имало већи значај до 16. века.
Данашње насеље вуче корене од велике опсаде острва од стране Турака 1565. године. После тога владари Малте, Витезови светог Јована су изградили на овом месту утврђено насеље, чији се обим није много мењао током каснијих епоха и владара (Наполеон, Велика Британија).
Град је веома страдао од нацистичких бомбардовања у Другом светском рату, али је после тога обновљен.

## Становништво
Становништво Зејтуна је по проценама из 2008. године бројало нешто преко 13,4 хиљада становника. Многа малтешка насеља која немају звање града су већа од њега.

## Галерија слика
- Општина Зејтун
- Катедрала у Зејтуну
- Стара градска црква